# Foz de Lumbier
La Foz de Lumbier (en euskera: Irunberriko arroila, Ilunberriko arroila oficialmente) está situada en el este de la provincia de Navarra (España), junto a la localidad de Lumbier a 35 km de Pamplona.
Se trata de un interesante cañón excavado por el río Irati en la roca caliza de las proximidades de la Sierra de Leyre. Tiene algo más de 1 km de longitud, transcurriendo entre paredes casi verticales de 150 a 400 m de altura.
Está declarada Reserva natural como protección de una importante colonia de aves rapaces en la que destacan los buitres leonados y el alimoche.
En 1990, hubo un enfrentamiento entre ETA y la Guardia Civil, conocido como Sucesos de la Foz de Lumbier, resultando muertos dos miembros de ETA y un sargento de la benemérita.